# Cosmopterix schmidiella
Cosmopterix schmidiella là một loài bướm đêm thuộc họ Cosmopterigidae. Nó được tìm thấy ở hầu hết Đảo Anh tới România, và from Nhật Bản tới miền trung Nga tới bán đảo Iberia. It is believed to be extinct in Britain.
Sải cánh dài 9-9.5 mm. Con trưởng thành bay từ tháng 8 đến tháng 5. Then the larva hibernates outside of the mine in a hibernaculum.
Ấu trùng ăn Lathyrus montanus, Lathyrus niger, Vicia sepium và Vicia pisiformis. Chúng ăn lá cây của cây chủ|Chúng ăn lá cây của cây chủ.

## Hình ảnh

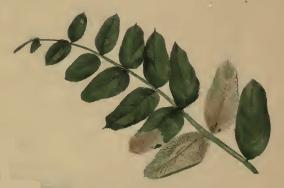
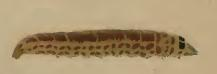